# 中村信二
中村 信二（なかむら しんじ、1963年（昭和38年）6月11日 - ）は、日本の社長、実業家。日本学術講師会株式会社ガクジュツ代表取締役社長。

## 来歴・人物
1963年（昭和38年）6月11日、福岡県出身。学校教師の父と公務員の母を持つ。福岡県立筑紫高等学校卒業後、西南学院大学経済学部卒業。
九州大学以外の受験は絶対に許さないと云う父親に土下座して受験を許してもらう。自分の小遣いで受験をし、合格したものの父親から勘当され、学費・生活費共に自分で工面する。学生時代、久々に実家に酒を手みやげに行くも、父親に玄関で追い返され酒瓶を割って帰ったという。今は親子の関係は修復されているとの事。
大学生時代は新聞奨学生を行うも条件が違いすぎ、1年でやめる。バーテンで学費を稼ぐも店が潰れてしまう。
塾を開く事を思いつくも生徒が来ずに断念。
家庭教師を派遣する会社を訪れ、紹介された中学生生徒があまりにも勉強ができず、アルファベットも読めない始末。親身にその生徒の指導を続け、その後、指導が評判となり、次々に家庭教師依頼が来る様になる。大学4年の時、家庭教師が仕事に出来ない物かと考え、1986年、家庭教師派遣の会社を設立。
指導している勉強のできない子供達の為に作った問題集高校入試「虎の巻」が爆発的ヒットとなる。現在（2014年）17都府県にて販売。新聞社や放送局が取り扱い店となり、インターネットでも販売。
また、今の教育はお金がかかりすぎている。母子家庭など貧しい家庭の子供は勉強したくてもできない。そういう子供達のために無料の学習塾を開きたい・・・と云う20数年の夢を2013年11月『学術の森』で叶える。
1990年の雲仙普賢岳の噴火の際にはボランティアで家庭教師160名余を自腹で連れて行き、噴火で学校も教材も家もなくした子供達へ勉強を教えるが、地元の一部心ない人から「売名行為」などと言われたり選挙に利用される。
阪神・淡路大震災もボランティアに行こうと試むが、雲仙普賢岳の苦い経験を思い出し、踏み切れなかった。東日本大震災では教育ボランティアで文房具350キロを支援。

## テレビ・新聞
テレビ
- 2000年9月　 RKB毎日放送　THE WAVE「夢へのチャレンジ」
- 2002年2月　 RKB毎日放送　チャレンジ心の時代「子供の夢と現実」パネラー出演
- 2011年5月　RKB毎日放送　「タクナル」e点ネット塾紹介
- 2011年7月　RKB毎日放送　「元気by福岡」インタビュー
- 2012年1月　 RKB毎日放送　「今日感テレビ」ボランティア活動放送
- 2012年10月　KBS京都・東北放送　「納得！お得！ネットク！」e点ネット塾 紹介
- 2013年11月　TVQ九州放送　「ルックアップ福岡」学術の森 紹介
- 2013年12月　TBSテレビ　「さんまのSUPERからくりTV」センター虎の巻 紹介
- 2014年7月　 テレビ西日本　「土曜NEWSファイル CUBE」学術の森 紹介

新聞
- 2012年12月　熊本日日新聞　e点ネット塾 掲載
- 2014年4月　朝日新聞　学術の森 取材
- 2014年5月　毎日新聞　学術の森 掲載